# Alice et le Violon tzigane
Alice et le Violon tzigane (titre original : The Clue in the Old Album, littéralement : L'Indice dans le vieil album) est le vingt-quatrième roman de la série américaine Alice (Nancy Drew en VO) écrit par Caroline Quine, nom de plume collectif de plusieurs auteurs. L'auteur de ce roman est Mildred Wirt Benson. 
Aux États-Unis, le roman a été publié pour la première fois en 1947 par Grosset & Dunlap, New York. En France, ce roman n'a jamais paru dans sa version originale, mais dans la version revue et abrégée aux États-Unis en 1977. Il est paru pour la première fois en 1978 chez Hachette Jeunesse dans la collection « Bibliothèque verte » dans sa version abrégée.

## Résumé
Remarque : le résumé est basé sur l'édition cartonnée parue en 1978 en langue française.
Mme Struttor, une vieille dame fortunée qui collectionne des poupées et des automates du monde entier, sollicite l'aide d'Alice pour élucider un mystère : trois ans auparavant, sa fille Enid avait été abandonnée par son mari, un violoniste tzigane originaire de Hongrie. Enid était tombée gravement malade ; sur son lit de mort, elle avait demandé à sa mère de retrouver une poupée et avait parlé d'un indice qui se trouverait dans l'album-photo de la famille. Pourquoi Enid tenait-elle tant à cette poupée ? était-ce pour la donner en souvenir à sa petite fille, Rose ? Mme Struttor l'ignorait. 
Alice examine attentivement l'album-photo des Struttor mais n'y trouve aucun indice. Elle décide alors de se rendre avec son ami Ned dans un campement de gitans situé à l'extérieur de la ville, dans l'espoir d'y glaner des informations. Mais la visite ne se passe pas comme prévu...

## Personnages

### Personnages récurrents
- Alice Roy, jeune fille blonde, détective amateur, orpheline de mère, fille de James Roy.
- James Roy, avoué[2] de renom, père d'Alice Roy, veuf.
- Bess Taylor, jeune fille blonde et rondelette, une des meilleures amies d'Alice.
- Marion Webb, jeune fille brune et sportive, cousine germaine de Bess Taylor et une des meilleures amies d'Alice.
- Ned Nickerson, jeune homme brun et athlétique, ami et chevalier servant d'Alice, étudiant à l'université d'Emerson.
- Sarah, la vieille bonne des Roy, qui a élevé Alice à la mort de sa mère.

### Personnages spécifiques à ce roman
- Mme John Struttor (Mrs. Struthers en VO), riche veuve, collectionneur de poupées anciennes.
- Rose, onze ans, petite-fille de Mme Struttor.
- Alfred Blackwell, violoniste.
- Romano Pepito, père de Rose, violoniste tzigane.
- Zorus, roi du campement gitan.
- Anton, un gitan malfaiteur.
- Nitaka, une gitane malfaiteur.
- Henrietta Bostwick, une femme vivant chez les gitans et qui aide Alice.
- Bill Jones, camarade d'université de Ned.
- Mlle Roy, tante d'Alice, sœur de James Roy, vivant à New York.

## Éditions françaises
Note : Toutes les éditions ont paru aux éditions Hachette.
- 1978 : Alice et le Violon tzigane — coll. « Bibliothèque verte », cartonné (français, version abrégée). Illustré par Jean-Louis Mercier. Texte français d'Anne Joba. 25 chapitres. 180 p.
- 1983 : Alice et le Violon tzigane — coll. « Bibliothèque verte » (série au dos hachuré), cartonné (français, version abrégée). Couverture de Joseph Sheldon, illustrations intérieures de Jean-Louis Mercier. Texte français d'Anne Joba. 25 chapitres. 180 p.
- 1984 : Alice et le Violon tzigane — coll. « Bibliothèque verte » (série au dos hachuré), cartonné (français, version abrégée). Couverture de Philippe Daure, illustrations intérieures de Jean-Louis Mercier.  Texte français d'Anne Joba. 25 chapitres. 180 p.
- 1989 : Alice et le Violon tzigane — coll. « Bibliothèque verte » no 468, souple (français, version abrégée). Illustré par Philippe Daure.
- 2000 : Alice et le Violon tzigane — coll. « Bibliothèque verte » (série au timbre-poste), souple (français, version abrégée). Nouvelle couverture de Philippe Daure.
- 2006 : Alice et le Violon tzigane — coll. « Bibliothèque verte » no 468, souple (français, version abrégée). Illustré par Marguerite Sauvage.